# Daïras de la wilaya de Médéa
La wilaya de Médéa est composée de dix-neuf daïras (circonscriptions administratives), chacune comprenant plusieurs communes, pour un total de soixante-quatre communes.

## Liste de daïras

Daïras de la wilaya de Médéa :
1. Aïn Boucif
2. Aziz
3. Beni Slimane
4. Berrouaghia
5. Chahbounia
6. Chellalet El Adhaoura
7. El Azizia
8. El Guelb El Kebir
9. El Omaria
10. Ksar Boukhari
11. Médéa
12. Ouamri
13. Ouled Antar
14. Ouzera
15. Seghouane
16. Sidi Naâmane
17. Si Mahdjoub
18. Souagui
19. Tablat

| Daïra                 | Nombre de communes | Communes                                                     | Superficie (km²) | Population (hab.) |
| --------------------- | ------------------ | ------------------------------------------------------------ | ---------------- | ----------------- |
| Aïn Boucif            | 5                  | Aïn Boucif, Kef Lakhdar, Ouled Maaref, Sidi Damed, El Ouinet | 835,41           | 48 927            |
| Aziz                  | 3                  | Aziz, Oum El Djalil, Derrag                                  | 869,92           | 21 663            |
| Beni Slimane          | 3                  | Beni Slimane, Sidi Errabia, Bouskene                         | 243,45           | 50 676            |
| Berrouaghia           | 3                  | Berrouaghia, Rebaia, Ouled Deide                             | 461,32           | 94 853            |
| Chahbounia            | 3                  | Chahbounia, Boughezoul, Bou Aiche                            | 1 514,55         | 39 429            |
| Chellalet El Adhaoura | 4                  | Chellalet El Adhaoura, Cheniguel, Tafraout, Aïn Ouksir       | 669,34           | 48 138            |
| El Azizia             | 3                  | El Azizia, Meghraoua, Mihoub                                 | 223,12           | 26 270            |
| El Guelb El Kebir     | 3                  | El Guelb El Kebir, Sedraia, Bir Ben Laabed                   | 256,37           | 32 579            |
| El Omaria             | 3                  | El Omaria, Baata, Ouled Brahim                               | 293,19           | 32 408            |
| Ksar Boukhari         | 3                  | Ksar Boukhari, Meftaha, Saneg                                | 278,44           | 77 208            |
| Médéa                 | 3                  | Médéa, Draa Essamar, Tamesguida                              | 63,5             | 152 607           |
| Ouamri                | 3                  | Ouamri, Oued Harbil, Hannacha                                | 204              | 25 909            |
| Ouled Antar           | 3                  | Ouled Antar, Boghar, Ouled Hellal                            | 556,15           | 11 555            |
| Ouzera                | 4                  | Ouzera, Tizi Mahdi, El Hamdania, Benchicao                   | 337              | 26 297            |
| Seghouane             | 4                  | Seghouane, Zoubiria, Moudjbar, Tlatet Eddouar                | 502,2            | 28 295            |
| Sidi Naamane          | 3                  | Sidi Naamane, Khams Djouamaa, Bouchrahil                     | 409,72           | 39 727            |
| Si Mahdjoub           | 3                  | Si Mahdjoub, Ouled Bouachra, Bouaichoune                     | 229              | 13 596            |
| Souagui               | 4                  | Souagui, Djouab, Sidi Zahar, Sidi Ziane                      | 381,74           | 32 426            |
| Tablat                | 4                  | Tablat, Deux Bassins, Aissaouia, Mezerana                    | 308,23           | 41 370            |